# فراي راموس
فراي راموس (بالإسبانية: Frey Ramos)‏ (25 أبريل 1989 بكارتاهينا في كولومبيا - ) هو لاعب كرة قدم كولومبي في مركز الوسط. لعب مع نادي ميلوناريوس.

## وصلات خارجية
- فراي راموس على موقع قاعدة بيانات كرة القدم.إي يو (الإنجليزية)
- فراي راموس على موقع Soccerway.com (الإنجليزية)